# 1612 aux échecs
| Années des échecs : 1609 - 1610 - 1611 - 1612 - 1613 - 1614 - 1615    |
| Décennies des échecs : 1580 - 1590 - 1600 - 1610 - 1620 - 1630 - 1640 |

Cet article présente les faits marquants de l'année 1612 aux échecs.

## Nécrologie
- Giulio Polerio[1].